# Staroperština
Stará perština (persky زبان پارسی باستان‎, klínopisně ) je zaniklý západoíránský jazyk, kterým se mluvilo i psalo v jižní oblasti dnešního Íránu, dnes nazývané Fárs. Tato oblast byla původně součástí říše Elam. V 6. století př. n. l. se s nástupem Achaimenovců k moci stal tento jazyk vedle elamštiny, aramejštiny a babylonštiny jedním z úředních jazyků nové říše a postupně se rozšířil do ostatních částí starého Íránu.

## Písmo

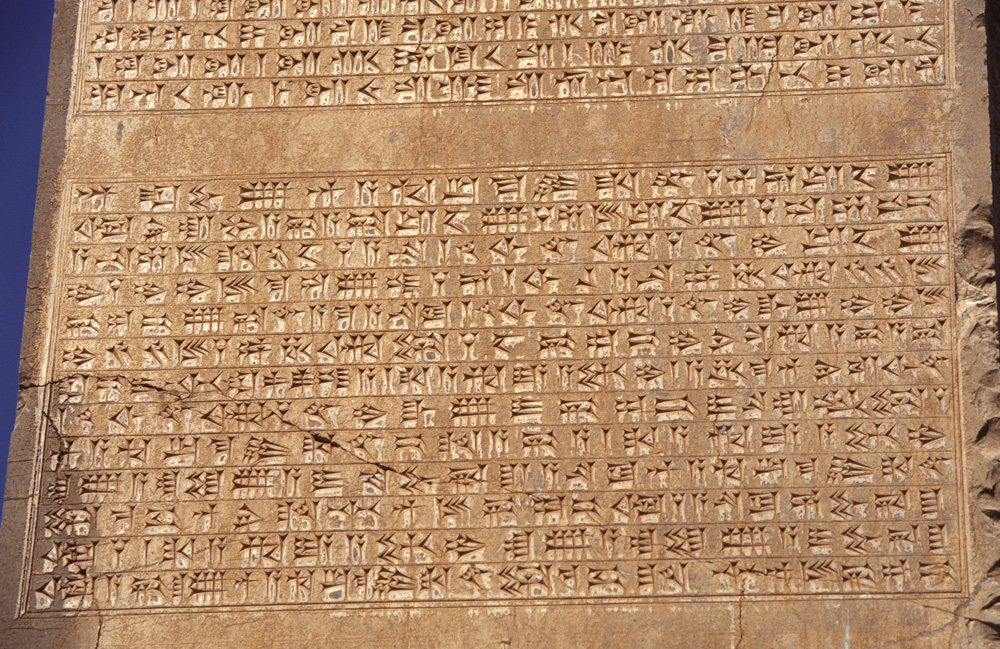
Ukázka klínového písma v Persepoli

Úředníci achaimenovské říši používali jako úřední jazyk hlavně aramejštinu, pro jejíž zápis používali klínové písmo. Tímto písmem se psaly různé úřední dokumenty, které se zapisovaly na hliněné destičky, papyrus nebo se zaznamenávaly na kamenné části staveb, jako je tomu třeba v případě zikkuratů.
V 6. století př. n. l. nařídil král Dareios I. vytvořit speciální klínové písmo pro své památníky. Toto písmo mělo být srovnatelné s písmem, které používali králové Babylónu a Asýrie. Staroperské nápisy dnes můžeme najít nejen na skalních reliéfech, ale i na kamenných částech achaimenovských staveb v Persepoli, Pasargadách, na alabastrových vázách, zlatých a stříbrných tabulkách. Nejdelším ze všech nalezených textů napsaných staroperským klínovým písmem je nápis krále Dareia I. na skále v Bísotúnu v západním Íránu. Díky tomuto nápisu, který byl opatřen elamským a babylonským překladem se podařilo klínové písmo rozluštit. Stará perština psaná tímto písmem se po skončení vlády Artaxerxa III. přestala užívat a dvůr se opět vrátil k používání aramejštiny.
Písmo je tvořeno 36 znaky, které zapisujeme zleva doprava vodorovně. Mimo hlásek a, i, u se jedná o slabiky, které se skládají ze souhlásky a samohlásky. Každé slovo je odděleno šikmým klínem (). Kromě toho existuje v této variantě klínového písma 5 zvláštních znaků neboli ideogramů. Tyto ideogramy nahrazovaly nejčastější víceslabičná slova a byly používány pro výrazy :
- král ( – chšájathija)
- bůh ( – baga)
- Ahura Mazda ()
- území ( – dahajauša)
- země ( – búmiš)

Tyto ideogramy mohou mít různou formu. Jejich používání však není povinné. Slovo král (chšájathija) je možno napsat dvěma způsoby:
- buď jedním ideogramem ,
- nebo 7 slabičnými znaky  (cha-ša-a-ja-tha-i-ja).

Mimo to existuje několik znaků vyjadřující číselné symboly.

## Luštění

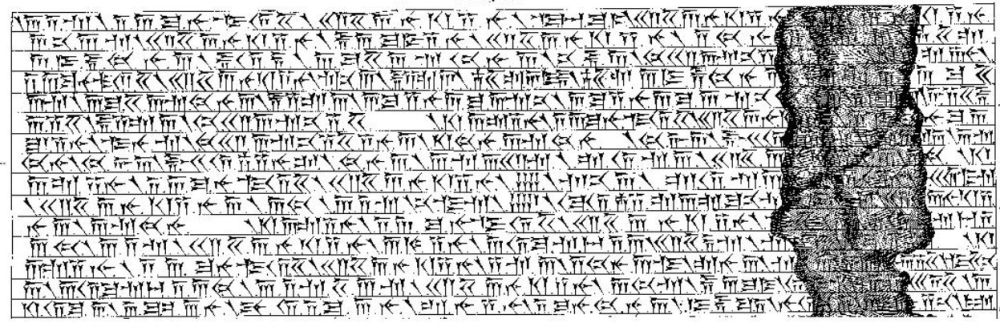
Bísotunský nápis

První pokusy vyluštit achaimenovské klínové písmo pocházejí z 18. století, kdy různí cestovatelé navštěvovali achaimenovské památky a opisovali jejich texty. Tyto texty byly napsány třemi jazyky, které byly úředními jazyky tehdejší říše. Jednalo se o elamštinu, perštinu a babylónštinu. Ani jeden z těchto jazyků nebyl tehdy známý. V té době však již byla přeložena Avesta, která poskytla tolik potřebný klíč k dešifrování textů. První úspěch zaznamenal německý badatel G. F. Grotefend, kterému se podařilo určit směr čtení textů, určil funkci šikmého klínu () jako dělicího znaménka a na základě znalostí avestských textů určil čtení a význam některých slov. Další posun zaznamenal Angličan Henry Rawlinson, který se zaměřil na opisování textů v Bísotúnu. Za pomoci řeckých pramenů určil čtení jmen některých význačných osob pohybujících se v blízkosti krále. Nakonec se podařilo rozluštit celý text a stará perština se stala prvním jazykem, který byl úspěšně dešifrován.

## Ukázka textu v perštině a babylonštině

### Fonetický přepis
- Da-a-ra-ja-va-u-ša/cha-ša-a-tha-i-ja/
- va-za-ra-ka/cha-ša-a-tha-i-ja/cha-ša-a-tha-i-ja-a-na-a-ma/
- cha-ša-a-tha-i-ja/da-ha-ja-u-na-a-ma/vi-i-ša-ta-a-sa-pa-ha-ja-a/
- pa-u-ca/ha-cha-a-ma-na-i-ša-i-ya/ha-ja/i-ma-ma/ta-ča-ra-ma/a-ku-u-na-u-ša

### Babylonština
- Da-ri-ia-a-muš Lugal Gal-ú
- Lugal Lugal.Meš Lugal Kur Kur.Meš
- ša nap-ha-ri lí-šá-nu gab-bi
- uš-ta-as-pa
- a-ha-ma-an-ni-iš-ši-i
- ša-É a-ga-a i-pu-uš

### Překlad
Dareios, velký král, král králů, král zemí, syn Víštáspy z rodu Achaimenovců, postavil tento palác.

## Fonetika

### Samohlásky
|                      | Krátká | Krátká | Krátká | Dlouhá | Dlouhá | Dlouhá |
| -------------------- | ------ | ------ | ------ | ------ | ------ | ------ |
| Samohláska           | a      | i      | u      | á      | í      | ú      |
| Klínopis             |        |        |        | 0      | 0      | 0      |
| Souhláska+Samohláska | da     | di     | du     | dá     | ví     | kú     |
| Klínopis             |        |        |        |        |        |        |

### Souhlásky
|                        | Labiální souhlásky | Labiální souhlásky | Dentální souhlásky/ Alveolární souhlásky | Dentální souhlásky/ Alveolární souhlásky | Palatální souhlásky | Palatální souhlásky | Velární souhlásky | Velární souhlásky | Glotální souhlásky | Glotální souhlásky |
| ---------------------- | ------------------ | ------------------ | ---------------------------------------- | ---------------------------------------- | ------------------- | ------------------- | ----------------- | ----------------- | ------------------ | ------------------ |
| Plozivní souhlásky     | p /p/              | b /b/              | t /t/                                    | d /d/                                    | c /c/               | j /ɟ/               | k /k/             | g /ɡ/             |                    |                    |
| Nazální souhlásky      |                    | m /m/              |                                          | n /n/                                    |                     |                     |                   |                   |                    |                    |
| Frikativní souhlásky   | f /f/              |                    | θ /θ/                                    |                                          | ç /ç/               |                     | x /x/             |                   | h /h/              |                    |
| Sykavky                |                    |                    | s /s/                                    | z /z/                                    | š /ʃ/               |                     |                   |                   |                    |                    |
| Rhotické souhlásky     |                    |                    |                                          | r /r/                                    |                     |                     |                   |                   |                    |                    |
| Laterální souhlásky    |                    |                    |                                          | l /l/                                    |                     |                     |                   |                   |                    |                    |
| Aproximantní souhlásky |                    | v /ʋ/              |                                          |                                          |                     | y /j/               |                   |                   |                    |                    |

## Gramatika
Gramatika staré perštiny byla na rozdíl od střední a moderní perštiny složitější. Stará perština měla 3 rody mužský, ženský a střední. Jednotné, dvojné a množné číslo a sedm pádů: nominativ, vokativ, akuzativ, ablativ, dativ, genitiv a lokativ.
Slovosled je poměrně pevný a řadí starou perštinu mezi SOV jazyky (subject-object-verb) což znamená, že na prvním místě je podmět následuje předmět a nakonec sloveso.
- - Adam chšájathija amij
    - Já jsem král

V některých případech se v přítomném čase sloveso být vynechává.
- - Ijam kára pársa
    - To (je) perská armáda nebo To je perský lid

## Slovní zásoba
Ze staré perštiny se dochovalo několik slov, které se používají dodnes.
| Pra-Indo-Íránsky | Stará perština | Střední perština | Moderní perština | překlad     |
| ---------------- | -------------- | ---------------- | ---------------- | ----------- |
| *asuras mazdhās  | Ahura Mazda    | Ohrmazd          | Ormazd اورمزد    | Ahura Mazda |
| *aśwas           | aspa           | asp              | asb اسب          | kůň         |
| *bhrātr-         | brātar         | brādar           | barādar برادر    | bratr       |
| *bhumi           | būmiš          | būm              | būm بوم          | země        |
| *martya          | martya         | mard             | mard مرد         | muž         |

## Příklady

### Číslovky
| Staropersky | Česky |
| aiva, 𒁹     | jeden |
| duva, 𒈫     | dva   |
| çi, 𒐈       | tři   |
| čahār, 𒐉    | čtyři |
| panča, 𒐊    | pět   |
| xšaš, 𒐋     | šest  |
| hafta, 𒐌    | sedm  |
| ašta, 𒐍     | osm   |
| nava, 𒑆     | devět |
| daθa, 𒌋     | deset |